# Alois Stadlober
Alois Stadlober (Judenburg, 11 de abril de 1962) es un deportista austríaco que compitió en esquí de fondo.
Ganó dos medallas en el Campeonato Mundial de Esquí Nórdico de 1999, oro en la prueba de relevo y plata en 10 km. Participó en cinco Juegos Olímpicos de Invierno, entre los años 1984 y 1998, ocupando el octavo lugar en Albertville 1992, en la prueba de 10 km.
Su esposa Roswitha Steiner compitió en esquí alpino y su hija Teresa en esquí de fondo.

## Palmarés internacional
| Campeonato Mundial | Campeonato Mundial | Campeonato Mundial | Campeonato Mundial |
| Año                | Lugar              | Medalla            | Prueba             |
| ------------------ | ------------------ | ------------------ | ------------------ |
| 1999               | Ramsau (Austria)   | Medalla de oro     | Relevo 4 × 10 km   |
| 1999               | Ramsau (Austria)   | Medalla de plata   | 10 km              |